# Parish (villa)
Parish es una villa ubicada en el condado de  Oswego en el estado estadounidense de Nueva York. En el año 2000 tenía una población de 512 habitantes y una densidad poblacional de 128.5 personas por km².

## Geografía
Parish se encuentra ubicada en las coordenadas 43°24′20″N 76°7′34″O / 43.40556, -76.12611.

## Demografía
Según la Oficina del Censo en 2000 los ingresos medios por hogar en la localidad eran de $35,903, y los ingresos medios por familia eran $40,893. Los hombres tenían unos ingresos medios de $31,771 frente a los $21,250 para las mujeres. La renta per cápita para la localidad era de $14,902. Alrededor del 60.5% de la población estaban por debajo del umbral de pobreza.